# Слепоочна кост
Слепоочна кост (лат. os temporale) је парна кост која се налази између сфеноидалне, окципиталне и париеталне кости. 
Чини је лат. pars squamosa који гради латерални зид крова лобање (лат. oars tympanica) који гради зид спољног слушног ходина (лат. meatus acusticus externus) и петрозни део (лат. pars petrosa), који је састављен од спољашњег дела који гради мастоидни наставак и унутрашњег, који гради средњи део базе лобање.